# حمید ملکی
حمید ملکی (زادهٔ ۱۵ مهر ۱۳۷۵) بازیکن فوتبال اهل ایران است که در پست دفاع چپ بازی می‌کند.
حمید ملکی در بازی بین تیم‌های الزوراء عراق و ذوب آهن در لیگ قهرمانان آسیا ۲۰۱۹ در اصفهان به میدان رفت.